# Jaroslav Klemeš

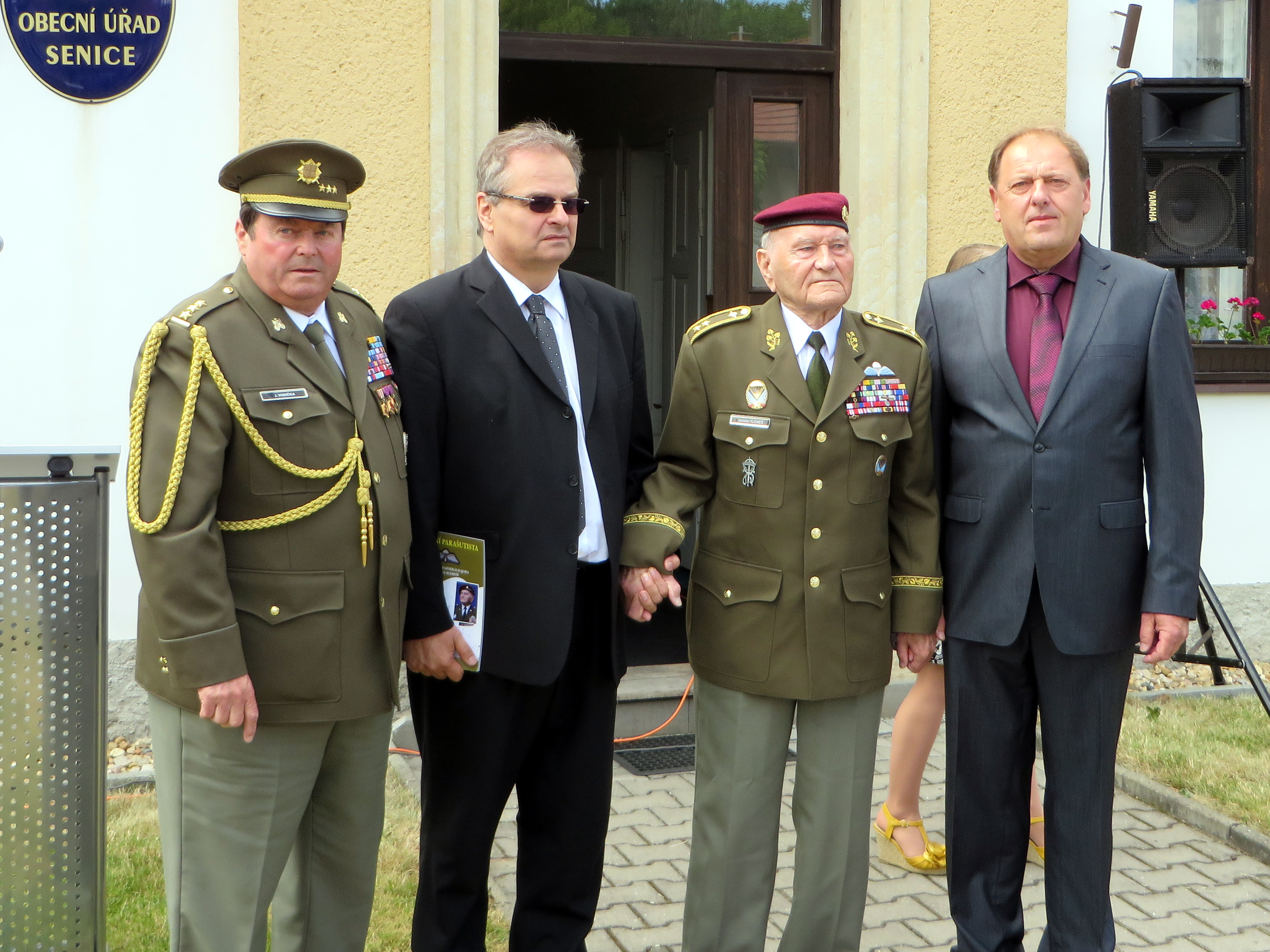
Pietní akt k uctění památky skupiny Silver A. Jaroslav Klemeš druhý zprava.

Genpor. Jaroslav Klemeš (31. ledna 1922 Čadca – 7. srpna 2017 Praha) byl příslušník československého zahraničního odboje za druhé světové války a příslušník paradesantního výsadku Platinum-Pewter.

## Mládí
Narodil se v rodině úředníka berní správy v Čadci, matka, rozená Šohajová, byla v domácnosti. Měl jednoho bratra.
V letech 1926 až 1936 absolvoval obecnou školu a čtyř tříd školy měšťanské ve Skalici. V roce 1935 mu zemřela matka a Jaroslava i jeho mladšího bratra Vladimíra vychovával otec sám. Ve Skalici vyučil obchodním příručím, přičemž absolvoval jeden rok pokračovací obchodní školy a až do roku 1940 zde byl zaměstnán. Otec byl v roce 1939 vyhozen ze zaměstnání a odešel zpět do českých zemí.

## Vexilu
Po obsazení Československa nacisty se rozhodl pro odchod do zahraničí. V 9. ledna 1940 přešel nejdříve do Maďarska (kde byl kratší dobu vězněn) a odtud přes Jugoslávii, Řecko, Turecko a Sýrii do Francie. Ve Francii byl 27. dubna 1940 zařazen do spojovací čety v čs. zahraničním vojsku. V jeho řadách se zúčastnil bojů o Francii. Po její okupaci se 12. července 1940 přesunul do Anglie, kde byl opět zařazen ke spojovací četě. V ní absolvoval radiotelegrafický kurz.
Od 25. října 1941 do 7. dubna 1944 prodělal sabotážní kurz, dále již v hodnosti svobodníka výcvik u paradesantních jednotek ve Skotsku zakončený seskokem, střelecký kurz a kurz spojovací. Následoval dokončovací konspirační kurz, dále absolvoval (již v hodnosti desátníka) výcvik v civilním zaměstnání. Poté byl zařazen do skupiny Platinum (později spojené se skupinou Pewter). Poté absolvoval konspirační cvičení a dokončovací sabotážní kurz. V hodnosti četaře absolvoval kurzy Eureky a S-Phone a dokončovací kurz. Se skupinou prodělal spojovací cvičení a poté individuální radiotelegrafické cvičení. Výcvik zakončil opakovacím parakurzem. 2. května 1944 se přesunul na základnu Laureto v Itálii, kde prováděl udržovací výcvik.

## Nasazení
17. února 1945 byl v rámci Operace Platinum-Pewter vysazen poblíž Nasavrk. Zpočátku se účastnil odboje na Českomoravské vrchovině, v závěru války se přesunul do Prahy, kde až do osvobození působil jako radiotelegrafista a udržoval spojení s Londýnem a vládou v Košicích.

## Po válce
Od 11. června 1945 byl přidělen k MNO V létě 1945 byl postupně povýšen na podporučíka a poručíka. Od 10. ledna 1946 působil jako instruktor v Milovicích. 26. ledna 1946 byl povýšen na nadporučíka a byl převelen k 2. pěšímu pluku v Litoměřicích.
15. prosince 1950 byl propuštěn z činné služby a krátce nato zatčen. 15 měsíců, do roku 1952 byl držen ve vyšetřovací vazbě. Následně byl odsouzen ke dvěma letům nepodmíněně odnětí svobody za neoznámení trestného činu zrady. Navíc byl degradován a byla mu odňata udělená vyznamenání.
Po propuštění pracoval v dělnických povoláních; jako skladník, závozník, později jako řidič ČSAD v Ústí nad Labem. V roce 1954 se oženil, z manželství se narodil syn. V období 28. března 1959 až 27. února 1962 byl Klemeš veden jako spolupracovník StB.
2. května 1968 byl rehabilitován a byla mu vrácena hodnost i vyznamenání. 16. října 1990 byl povýšen na podplukovníka v záloze, v roce 1992 byl povýšen do hodnosti plukovníka v záloze. Dne 8. května 2010 byl prezidentem republiky jmenován do hodnosti brigádního generála. 16. prosince 2011 byl jmenován čestným občanem Ústí nad Labem. Dne 17. března 2012 se stal čestným členem Klubu vojenské historie - Ústí nad Labem.
Dne 28. října 2013 jej prezident Miloš Zeman jmenoval generálmajorem a 8. května 2015 jej u příležitosti 70. výročí od konce 2. světové války jmenoval generálporučíkem.
Jaroslav Klemeš byl čestným občanem města Chrudimi a patronem 43. výsadkového praporu zde sídlícího. Byl čestným občanem Ústí nad Labem.
Poslední léta žil v Ústřední vojenské nemocnici v Praze na oddělení sociální péče. Zemřel ve spánku 7. srpna 2017. Pohřeb s vojenskými poctami se uskutečnil 14. srpna ve strašnickém krematoriu. Pohřben je na hřbitově Střekov v Ústí nad Labem.

## Vyznamenání
- 1944 –  Pamětní medaile československé armády v zahraničí se štítky Francie a Velká Británie
- 1945 –  Československý válečný kříž 1939
- 1945 –  Československá medaile Za chrabrost před nepřítelem
- 1945 –  Československá medaile za zásluhy I. stupně
- 1997 –  Medaile Za hrdinství[17]
- 2002 -  Záslužný kříž ministra obrany ČR[18]
- 2005 –  Čestný pamětní odznak k 60. výročí ukončení 2. světové války [19]
- 2008 –  Čestná pamětní medaile k 90. výročí vzniku Československé republiky [20]
- 2010 –  Kříž obrany státu ministra obrany České republiky[21]
- 2016 –  Řád Bílého lva vojenské skupiny I. třídy

- Medaile Karla Kramáře
- Medaile Za zásluhy o ČSLA I. stupně
- Pamětní kříž Za věrnost 1939-1945[22]

## Připomínky
- V expozici Armádního muzea Žižkov je vystaven Klemešův vojenský stejnokroj.[23]
- V roce 2018 mu byl v Ústí nad Labem odhalen pomník. Je na něm nápis: ""BOJOVAL JSEM ZA VLAST!" / GEN. JAROSLAV KLEMEŠ 31.1.1922 - 7.8.2017 / PŘÍSLUŠNÍK PARADESANTNÍHO VÝSADKU PLATINUM PEWTER / ČLEN ZAHRANIČNÍHO ODBOJE ZA 2. SVĚTOVÉ VÁLKY / NOSITEL ŘÁDU BÍLÉHO LVA."[24]